# Ever last concert
『ever last concert』（エヴァー・ラスト・コンサート）は、1992年8月21日に発売された日本のフォークデュオ、ふきのとうのライブ・アルバム。

## 概要
- 1987年10月21日に発売された『緑輝く日々 日本武道館LIVE』以来のライブ・アルバムであり、ふきのとう名義としては最後のライブ・アルバムである。
- 1992年5月5日に東京厚生年金会館行われたコンサートツアー『ever last concert 〜いつか、この空の下で〜』の模様を商品化したもの。
- 初回限定で『40Pカラー・ブックレット』が付属している。
- 9曲目の「ひとりの冬なら来るな」は、未発表の4番までの歌詞があるフルバージョンが収録されている。
- ライブ・アルバムと同時にライブビデオ『ever last concert いつか、この空の下で…』も発売された[2]。

## 収録曲
| #         | タイトル                       | 作詞      | 作曲      | 時間  |
| --------- | ------------------------------ | --------- | --------- | ----- |
| 1.        | 「白い冬」                     | 工藤忠行  | 山木康世  | 4:15  |
| 2.        | 「夕暮れの街」                 | 山木康世  | 山木康世  | 3:22  |
| 3.        | 「12月の雨」                   | 山木康世  | 山木康世  | 6:27  |
| 4.        | 「風来坊」                     | 山木康世  | 山木康世  | 4:07  |
| 5.        | 「柿の実色した水曜日」         | 山木康世  | 山木康世  | 4:59  |
| 6.        | 「初恋」                       | 細坪基佳  | 細坪基佳  | 4:46  |
| 7.        | 「雨ふり道玄坂」               | 山木康世  | 山木康世  | 5:11  |
| 8.        | 「五月雨」                     | 細坪基佳  | 細坪基佳  | 6:13  |
| 9.        | 「ひとりの冬なら来るな」       | 山木康世  | 山木康世  | 4:52  |
| 10.       | 「星は天から大地」             | 山木康世  | 山木康世  | 4:52  |
| 11.       | 「微笑み」                     | 細坪基佳  | 細坪基佳  | 4:39  |
| 12.       | 「春雷」                       | 山木康世  | 山木康世  | 4:11  |
| 13.       | 「やさしさとして想い出として」 | 山木康世  | 山木康世  | 6:00  |
| 14.       | 「メロディー」                 | 山木康世  | 山木康世  | 5:33  |
| 合計時間: | 合計時間:                      | 合計時間: | 合計時間: | 69:27 |

## 参加ミュージシャン
ふきのとう
- 山木康世
- 細坪基佳

MUSICIANS
- Keyboards, A.Piano & Chorus：今泉敏郎
- A.Guitar & Chorus：坂元昭二
- Basses & Chorus：河合徹三
- Drums：高杉登
- E.Guitar, A.Guitar, Ocarina & Chorus：佐藤満
- Violin, Keyboards, Recorder & Chorus：都留教博